# 2025 au Kenya
Chronologie du Kenya
- 2021
- 2022
- 2023
- 2024
- 2025
- 2026
- 2027
- 2028
- 2029

Cet article traite des événements qui se sont produits durant l'année 2025 en Kenya.

## Événements
- 14 juin : un avion d'entrainement Grob G 120A-K de la Force aérienne du Kenya s'écrase dans le Comté de Kwale. Les deux pilotes sont morts[1].
- 7 août : un avion Cessna 560XL Citation XLS de la Amref Health Africa ayant décollé de l'aéroport Wilson (Kenya) quelques minutes auparavant s'écrase dans une zone résidentielle à a Githurai (en) dans le comté de Nairobi. Les deux pilotes et les deux médecins à bord ainsi que deux personnes au sol sont mortes, plusieurs autres sont blessés[2].

## Décès
- 28 mai : Ngugi wa Thiong'o, écrivain

#### L'année 2025 dans le reste du monde
- L'année 2025 dans le monde
- 2025 par pays en Amérique • 2025 au Brésil, 2025 au Canada, 2025 au Québec, 2025 aux États-Unis, 2025 au Mexique
- 2025 en Europe, 2025 dans l'Union européenne • 2025 en Belgique, 2025 en France, 2025 en Italie, 2025 en Suisse
- 2025 en Afrique • 2025 par pays en Asie • 2025 par pays en Océanie, 2025 en Océanie • 2025 en Antarctique
- 2025 aux Nations unies
- Décès en 2025